# Funky G
 (транскр.  Фанки џи) српски је денс дуо. Фронтмен групе је Гаги Ђогани, брат Ђолета Ђоганија, фронтмена групе Ђогани. Дугогодишњи члан групе Funky G била је и бивша Гагијева супруга Анабела Буква.

## Дискографија
- 1994 — Само у сну
- 1995 — Ми смо ту
- 1996 — Буди ту
- 1997 — Хеј ти
- 1998 — Суперсоник
- 1999 — Теби
- 2000 — Дође ми да
- 2001 — Направићу лом
- 2002 — Направи се луд
- 2003 —
- 2005 — Недодирљива
- 2007 — Осми смртни грех
- 2008 — Кафана на Балкану
- 2009 — Пали анђео

### Видеографија
| Спот                  | Година | Режисер                 |
| --------------------- | ------ | ----------------------- |
| Само у сну            | 1994   | -                       |
| Плакати заувек        | 1995   | -                       |
| Њен град              | 1995   | -                       |
| Све што желим         | 1995   | -                       |
| Твоја љубав           | 1996   | -                       |
| Буди ту               | 1996   | -                       |
| Нећу никог            | 1996   | -                       |
| Дуго плакала          | 1997   | -                       |
| Суперсоничан је ритам | 1998   | -                       |
| Дала бих све          | 1999   | -                       |
| Громови               | 1999   | -                       |
| Е баш нећу            | 2000   | CODE                    |
| Играј                 | 2000   | CODE                    |
| Направићу лом         | 2001   | CODE                    |
| Робиња                | 2001   | CODE                    |
| Направи се луд        | 2002   | CODE                    |
| Легенда               | 2002   | CODE                    |
| Ја имам неког         | 2003   | CODE                    |
| У твојим колима       | 2005   | CODE                    |
| Поново                | 2005   | CODE                    |
| Јел ти жао            | 2007   | ДМ САТ видео продукција |
| Шта ти могу           | 2007   | -                       |
| Кафана на Балкану     | 2008   | -                       |
| Вештица из Србије     | 2009   | Дејан Милићевић         |
| Пали анђео            | 2009   | CODE                    |
| Биће ми тешко         | 2009   | ДМ САТ видео продукција |
| Арогантна краљица     | 2010   | Немања Новаковић        |
| Шаком о сто           | 2010   | CODE                    |
| Јача него пре         | 2013   | Владимир Талијан        |
| Вила вештица          | 2018   | SILVER PRODUCTION       |